# Kasteel van La Brède

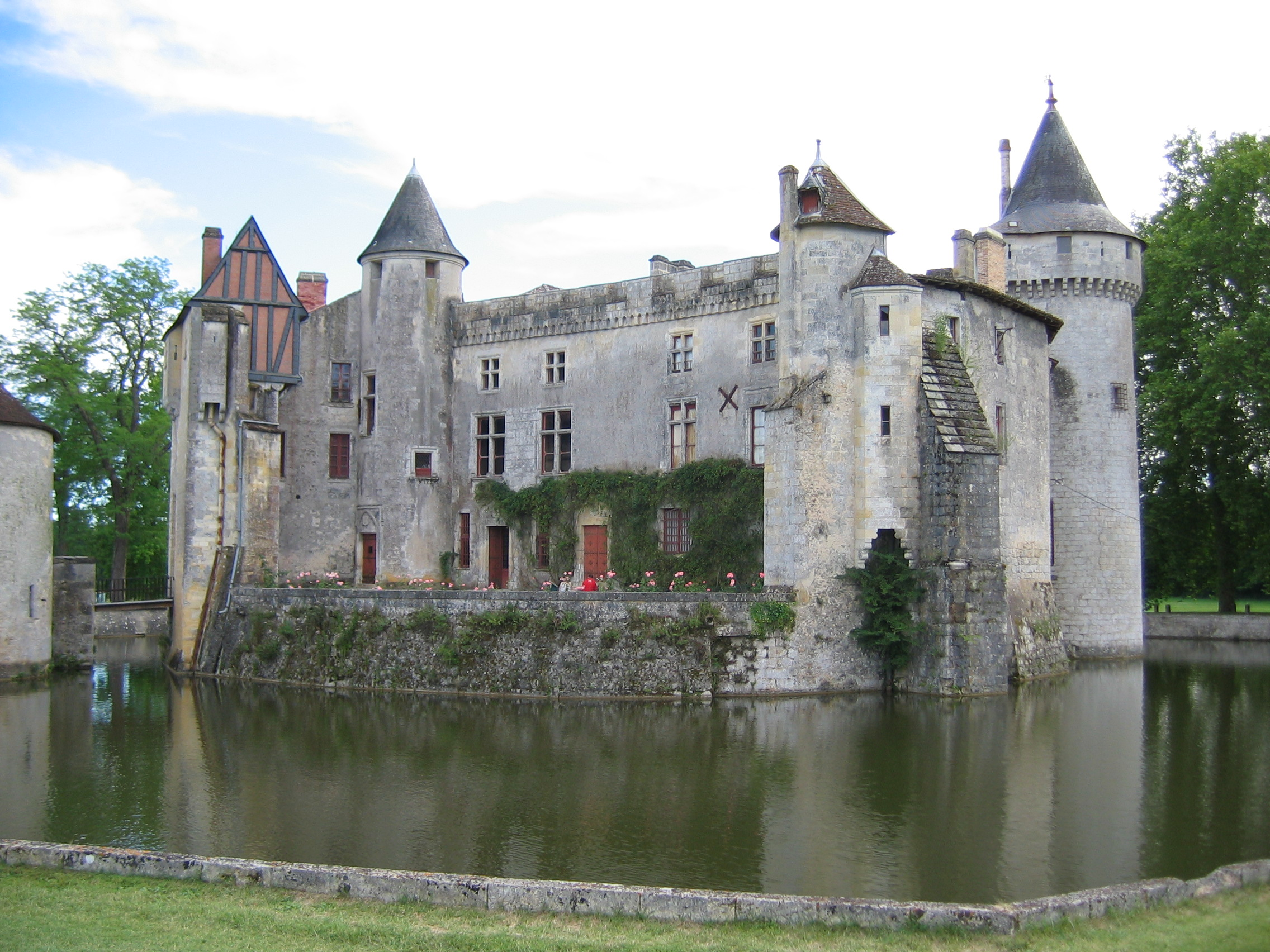
Het kasteel van La Brède.

Het Kasteel van La Brède is een kasteel in de Franse gemeente La Brède, in het departement Gironde in de regio Nouvelle-Aquitaine. Het is vooral bekend geworden omdat de Franse verlichtingsfilosoof Montesquieu hier in 1689 werd geboren en er deel van zijn leven heeft doorgebracht. Ook een deel van zijn werk heeft Montesquieu hier geschreven, zoals De l'esprit des lois. De persoonlijke bibliotheek van Montesquieu is nog steeds in het kasteel te bezichtigen, al bevinden zijn boeken zich tegenwoordig niet meer hier maar in de bibliotheek van Bordeaux. 

## Geschiedenis
Met de bouw van het kasteel werd begonnen in 1306, op de plek waar eerst een ander kasteel gestaan had. Het kasteel was aanvankelijk in gotische stijl en kreeg in de renaissance opnieuw vorm. Het wordt omgeven door grachten.  
Het kasteel was van de 10e tot de 21e eeuw in bezit van familie van Montesquieu Secondat. Een nazaat van Montesquieus dochter Denise, gravin Jacqueline de Chabannes, overleed in 2004 op haar kasteel waarna het kasteel ondergebracht werd in een door haar opgerichte en naar haar genoemde private stichting.
Op 7 mei 2008 werd het kasteel van La Brède tot monument historique verklaard.